# Comuna Haparanda
Haparanda (Haparanda kommun) este o comună din comitatul Norrbottens län, Suedia, cu o populație de 9.886 locuitori (2013).

## Geografie

### Zone urbane
Lista celor mai mari zone urbane din comună (anul 2015) conform Biroului Central de Statistică al Suediei:
| Nr | Zona urbană | Pop.  |
| -- | ----------- | ----- |
| 1  | Haparanda   | 6.679 |
| 2  | Nikkala     | 417   |
| 3  | Seskarö     | 411   |
| 4  | Karungi     | 209   |

## Demografie
| \| Evoluția demografică în comuna Haparanda, 1970–2015 \| Evoluția demografică în comuna Haparanda, 1970–2015 \| Evoluția demografică în comuna Haparanda, 1970–2015 \| Evoluția demografică în comuna Haparanda, 1970–2015 \| Evoluția demografică în comuna Haparanda, 1970–2015 \| \| ----------------------------------------------------------------------------------------------------- \| --------------------------------------------------- \| --------------------------------------------------- \| --------------------------------------------------- \| --------------------------------------------------- \| \| An \| \| \| Locuitori \| \| \| 1970 \| 1970 \| \| 8893 \| 8893 \| \| 1975 \| 1975 \| \| 9053 \| 9053 \| \| 1980 \| 1980 \| \| 9672 \| 9672 \| \| 1985 \| 1985 \| \| 9943 \| 9943 \| \| 1990 \| 1990 \| \| 10517 \| 10517 \| \| 1995 \| 1995 \| \| 10856 \| 10856 \| \| 2000 \| 2000 \| \| 10412 \| 10412 \| \| 2005 \| 2005 \| \| 10184 \| 10184 \| \| 2010 \| 2010 \| \| 10059 \| 10059 \| \| 2015 \| 2015 \| \| 9831 \| 9831 \| \| Sursa: SCB - Statistika Centralbyrån, Folkmängd efter region, civilstånd, ålder och kön. År 1968–2016 \| \| \| \| \| |      |  |           |       |
| Evoluția demografică în comuna Haparanda, 1970–2015 |      |  |           |       |
| An |      |  | Locuitori |       |
| 1970 | 1970 |  | 8893      | 8893  |
| 1975 | 1975 |  | 9053      | 9053  |
| 1980 | 1980 |  | 9672      | 9672  |
| 1985 | 1985 |  | 9943      | 9943  |
| 1990 | 1990 |  | 10517     | 10517 |
| 1995 | 1995 |  | 10856     | 10856 |
| 2000 | 2000 |  | 10412     | 10412 |
| 2005 | 2005 |  | 10184     | 10184 |
| 2010 | 2010 |  | 10059     | 10059 |
| 2015 | 2015 |  | 9831      | 9831  |
| Sursa: SCB - Statistika Centralbyrån, Folkmängd efter region, civilstånd, ålder och kön. År 1968–2016 |      |  |           |       |